# Salvatore Quasimodo-emlékdíj
A Salvatore Quasimodo-emlékdíj a Balatonfüred Város Önkormányzata által 1992-ben alapított irodalmi díj, amelyet a Salvatore Quasimodo Alapítvány kuratóriuma ítél oda a Quasimodo Nemzetközi Költőverseny és Költőtalálkozó legjobbnak ítélt verséért. A Salvatore Quasimodo-emlékdíj mellett Salvatore Quasimodo-különdíjakat is kiosztanak, a díjazott verseket pedig olasz nyelvre is lefordítják.

## Története
Salvatore Quasimodo 1961-ben járt Balatonfüreden, a Tagore sétányon gyógyulásának emlékére emlékfát ültetett, és versben fogalmazta meg a balatoni tájhoz, a városhoz fűződő érzéseit. A Tagore sétányon állították fel mellszobrát, a Nobel-díjas olasz költő tiszteletére pedig 1992 óta évről évre megrendezik a Quasimodo Nemzetközi Költőversenyt és Költőtalálkozót, amely mind a magyar, mind az olasz kulturális élet kiemelkedő eseménye. A költőversenyre több száz magyar és külföldi pályázat érkezik minden évben, amelyek közül zsűri választja ki a legjobbakat. Az emlék-és a különdíjas verset olasz nyelvre is lefordítják.
2011 óta a nevezések számára tekintettel két különdíj is kiosztható a pályázók között, illetve ettől az évtől kezdve életműdíjat is adnak.

## Díjazottak
| Év   | Salvatore Quasimodo-emlékdíj | Salvatore Quasimodo-különdíj                               | Salvatore Quasimodo Költőverseny Térey-díj (2020-tól) |
| 1993 | Gömöri György                | Géczi János                                                |                                                       |
| 1994 | Bihari Sándor                | Kabdebó Tamás, Széki Patka László, Kondor Ilona            |                                                       |
| 1995 | Gergely Ágnes                | Brasnyó István                                             |                                                       |
| 1996 | Határ Győző                  | Lászlóffy Aladár, Tóth Éva                                 |                                                       |
| 1997 | Tóth Bálint                  | Károlyi Amy                                                |                                                       |
| 1998 | Balla D. Károly              | Sumonyi Zoltán                                             |                                                       |
| 1999 | Rakovszky Zsuzsa             | Döbrentei Kornél                                           |                                                       |
| 2000 | Faludy György                | Szőcs Géza                                                 |                                                       |
| 2001 | Orbán Ottó                   | Utassy József, Visky András, Czigány György                |                                                       |
| 2002 | Székely Magda                | Balla Zsófia, Lackfi János, Czigány György                 |                                                       |
| 2003 | Sumonyi Zoltán               | Petőcz András                                              |                                                       |
| 2004 | Czigány György               | Veress Miklós, Rigó Béla                                   |                                                       |
| 2005 | Kiss Dénes                   | Tóth Krisztina                                             |                                                       |
| 2006 | Csiki László                 | Kálnay Adél                                                |                                                       |
| 2007 | Miklya Zsolt                 | Sztanó László, Szálinger Balázs                            |                                                       |
| 2008 | Tóth Krisztina               | Barna T. Attila                                            |                                                       |
| 2009 | Tőzsér Árpád                 | Kálnay Adél                                                |                                                       |
| 2010 | Szálinger Balázs             | Kabdebó Tamás                                              |                                                       |
| 2011 | Jász Attila                  | Csontos János, Lackfi János, Kiss Benedek (életműdíj)      |                                                       |
| 2012 | Tatár Sándor                 | Gyukics Gábor, Neogrády Antal                              |                                                       |
| 2013 | Zalán Tibor                  | Aczél Géza                                                 |                                                       |
| 2014 | Orbán János Dénes            | Weiner Sennyey Tibor, Kalász Márton (életműdíj)            |                                                       |
| 2015 | Lanczkor Gábor               | Payer Imre, Turcsány Péter, Vári Fábián László (életműdíj) |                                                       |
| 2016 | Marno János                  | Oláh András                                                |                                                       |
| 2017 | Kálnay Adél                  | Zsávolya Zoltán                                            |                                                       |
| 2018 | Falcsik Mari                 | Térey János, Kabdebó Tamás (életműdíj)                     |                                                       |
| 2019 | Géczi János                  | Fodor Balázs, Aknai Tamás                                  |                                                       |
| 2020 | Lövétei Lázár László         | Zsávolya Zoltán                                            | Garaczi László                                        |
| 2021 | Sajó László                  | Vajna Ádám                                                 | Géher István László                                   |